# Italochrysa sectoria
Italochrysa sectoria là một loài côn trùng trong họ Chrysopidae thuộc bộ Neuroptera. Loài này được Navás miêu tả năm 1926.